# Missolonghi
Missolonghi (grec moderne : Μεσολόγγι ou Μισολόγγι) est une ville grecque d'Étolie-Acarnanie, située sur la rive nord du golfe de Patras. Elle se trouve sur la rive Est d'un liman (en grec moderne, limnothalassa) utilisé pour l'aquaculture et la pêche.
Elle doit surtout sa célébrité aux sièges qu'elle dut subir durant la guerre d'indépendance grecque, et à la personnalité du philhellène anglais Lord Byron qui y mourut. Un tronçon de ses remparts a été conservé, dont la « Porte de la Sortie », par où les assiégés tentèrent de forcer, sans succès, le siège en 1826. Juste à côté de cette porte se trouve le « Jardin des héros », vaste parc dédié aux défenseurs grecs et aux philhellènes de divers pays étrangers tombés lors des sièges. Un tumulus central accueille les combattants anonymes. À sa droite, on peut voir la tombe de Márkos Bótzaris par le sculpteur français David d'Angers, puis le monument à Lord Byron. Le tableau d'Eugène Delacroix a contribué à la renommée de la ville et, plus généralement, à l'engagement philhellène.
À cause de son importance historique, la ville est capitale de l'Étolie-Acarnanie et siège de la Métropole d'Étolie et d'Acarnanie.

## Géographie

### Situation géographique

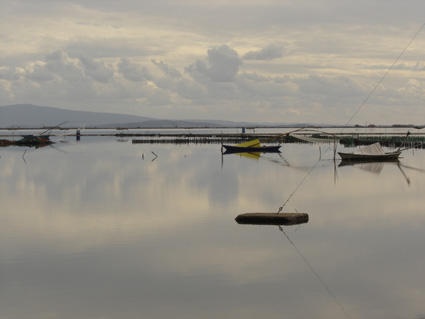
La lagune de Missolonghi.

La ville est située entre les rivières Achéloos et Événos et le Golfe de Patras. Missolonghi dispose d'un port et son activité économique est tournée vers la pêche, le vin et le tabac. Les montagnes bordent le nord-est.

#### Lagune de Missolonghi
Missolonghi est construite au bord d'une lagune formée par les deux fleuves Achéloos et Événos. La lagune se caractérise pour sa riche faune d'oiseaux et de poissons. Les eaux peu profondes (entre 0,45 m et 1,65 m) aident le développement d'une flore riche de macrophytes qui sont la nourriture principale des canards, cormorans, mouettes ainsi que d'oiseaux de proie tels que l'aigle impérial. La lagune est la principale source halieutique et l'aquaculture y est développée. Depuis 2006, Missolonghi est aux portes du parc national de Missolonghi-Etolikó.

### Transports et voies de communications

#### Réseau routier
L'autoroute 5 passe au nord de Missolonghi. Elle permet de relier la ville à Ioannina, Préveza (nord) et Patras (sud). Il faut environ 2 heures 40 minutes pour aller à Athènes via l'autoroute 8 par le pont Rion-Antirion.

#### Gare routière
Missolonghi dispose d'une gare routière dont les lignes permettent d'atteindre les villes et villages environnants ainsi qu'Athènes et Thessalonique.

#### Réseau ferroviaire
Jusqu'en 1970, Missolonghi comptait une gare ferroviaire sur la ligne de Kryoneri à Agrinio exploitée par l'Organismós Sidirodrómon Elládos (Organisme des Chemins de Fer de la Grèce), puis fut abandonnée. La gare de Patras, alternative envisageable, est située à quarante-huit kilomètres et desservie depuis Missolonghi en autocar.

#### Aéroport
L'aéroport le plus proche est l'Aéroport National d'Araxos - Agamemnon (Αεροδρόμιο Αράξου) situé à quatre-vingt-dix kilomètres de la ville, siège de la Force aérienne grecque et offrant des vols saisonniers pour Vienne, Moscou, Kiev, Bratislava, Bruxelles, Düsseldorf, Stuttgart entre autres.

## Histoire

### Antiquité

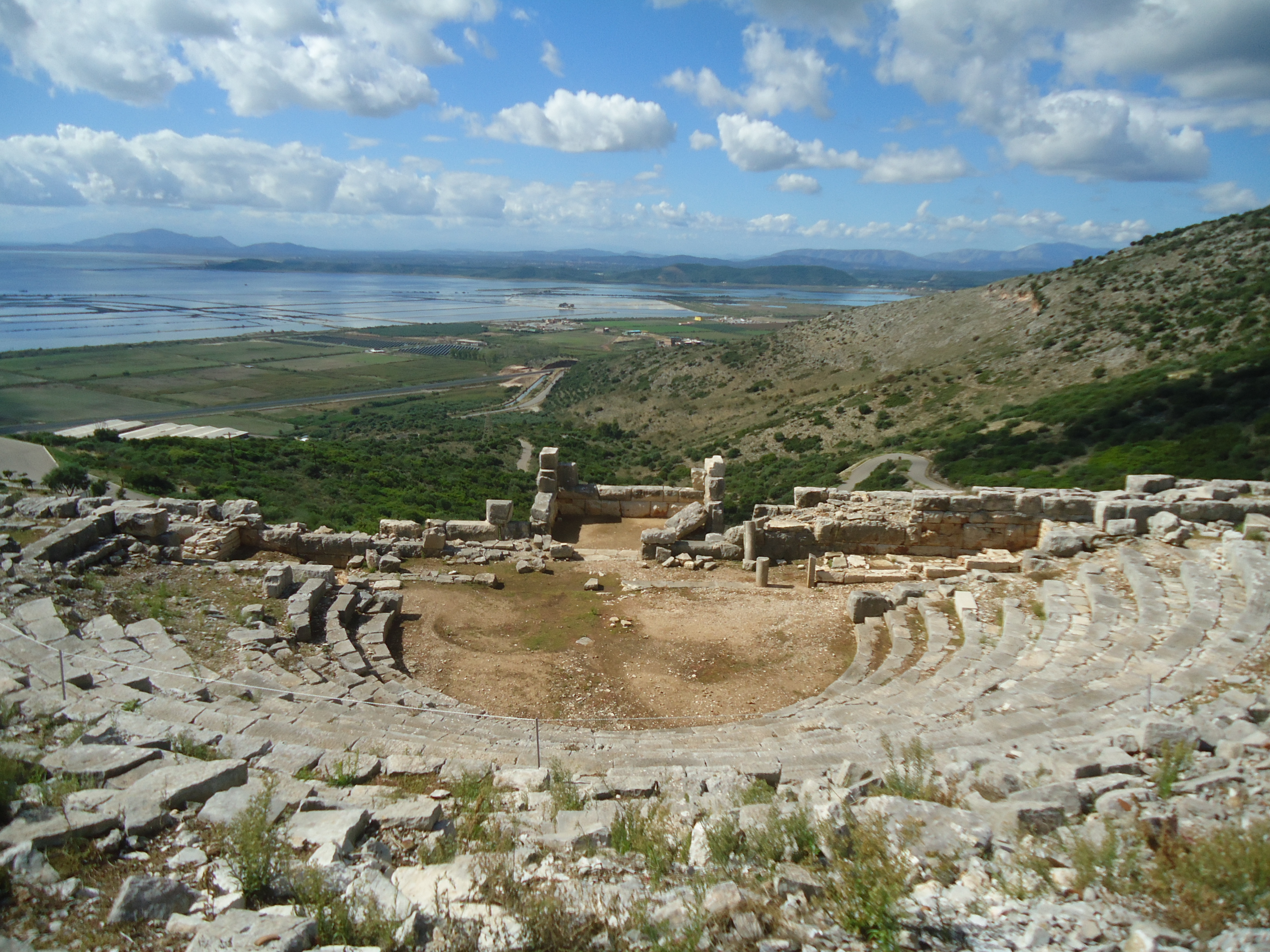
Ancien théâtre de Pleuron. La lagune de Missolonghi est en arrière-plan.

Au nord-ouest de la ville de Missolonghi, se trouve le site antique de Pleuron (Πλευρώνα), ville mentionnée par Homère : elle fut détruite en 234 avant notre ère par Démétrios II (roi de Macédoine).

### Temps médiévaux et Siècle des Lumières
Missolonghi a été mentionné sous ce nom par le Vénitien Paolo Paruta (1540-1598), un historien et homme politique de la République de Venise à l'occasion de la Bataille de Lépante. Le nom « Missolonghi » est formé de deux mots italiens, « mezzo » et « laghi » qui signifient « au milieu des lacs », « endroit entouré de lacs ». Jusqu'en 1700, Missolonghi était sous le contrôle de la République de Venise et sa population était essentiellement composée de pêcheurs qui vivaient dans des maisons sur pilotis (en grec « pelades »).
Au XVIIIe siècle, la Révolution d'Orloff marque les prémices de la Grèce renaissante. La culture hellène est alors redécouverte par l'Europe des Lumières que l'Hellade antique ne laisse pas indifférente : les valeurs de l'Athènes antique et l'Architecture classique inspirent beaucoup les philosophes des Lumières : des ouvrages tels que celui de Jean-Jacques Barthélemy, Voyage du Jeune Anarchasis (1788), les théories artistiques de Johann Joachim Winckelmann et les écrits de Montesquieu et Homère, influencés par Homère ont contribué à la renaissance culturelle de la Grèce en Europe occidentale. La Grèce antique est l'objet d'un véritable engouement, symbole de la « patrie des arts » et de « l'éducatrice du goût » ; des villes reprennent ou reçoivent un nom hellène : Odessa, Tiraspol, Eupatoria, Sébastopol, Simferopol, Théodosie. La question culturelle n'est jamais loin de la question politique : entre février 1770 et juin 1771, l'amiral Alexeï Orlov est envoyé dans le Péloponnèse et en Grèce-Centrale pour soulever les Grecs contre les Ottomans : c'est la Révolution d'Orloff, qui se solde, malgré l'héroïsme des Grecs, comme Panayótis Benákis et Daskaloyánnis, par une défaite helléno-russe et le Traité de Koutchouk-Kaïnardji. Missolonghi devient ottomane.

### Guerre d'indépendance grecque

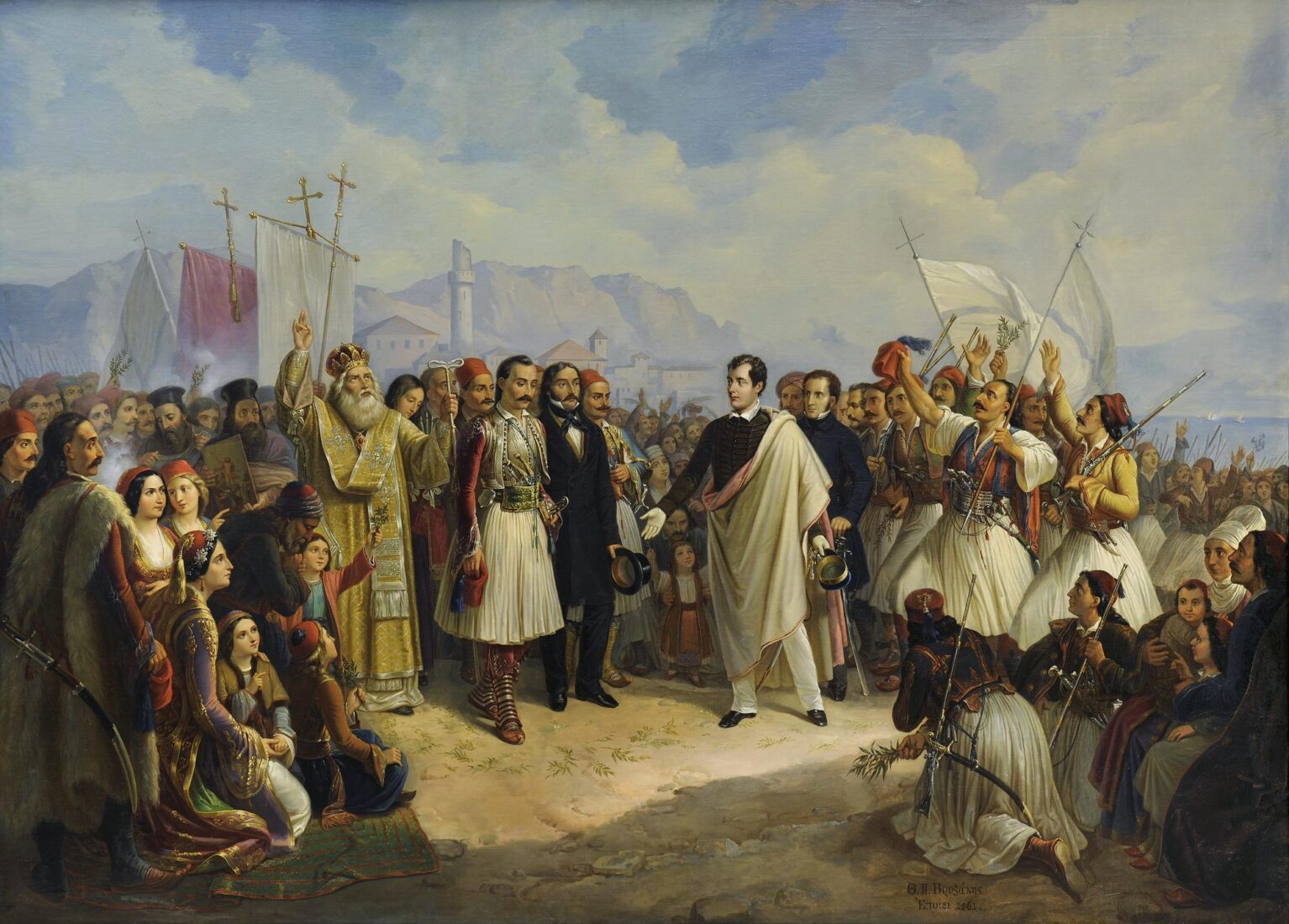
L'arrivée de Lord Byron à Missolonghi, Theodoros P. Vryzakis, 1861, Pinacothèque nationale d'Athènes.

Missolonghi se retrouve une nouvelle fois liée à la lutte des Grecs contre la Sublime Porte au cours de la Guerre d'indépendance grecque. La ville se révolte le 20 mai 1821 et fut un bastion majeur pour des insurgés grecs en devenant, entre le 9 novembre 1821 et le 30 mars 1823 le siège du Sénat de la Grèce Occidentale. Elle compte alors près de 11 000 habitants.
La population résiste héroïquement à un siège tenu par l'Armée ottomane en 1822 : c'est le premier siège de Missolonghi. Le second siège est engagé à partir du 20 septembre 1823 jusqu'au 30 novembre de la même année.

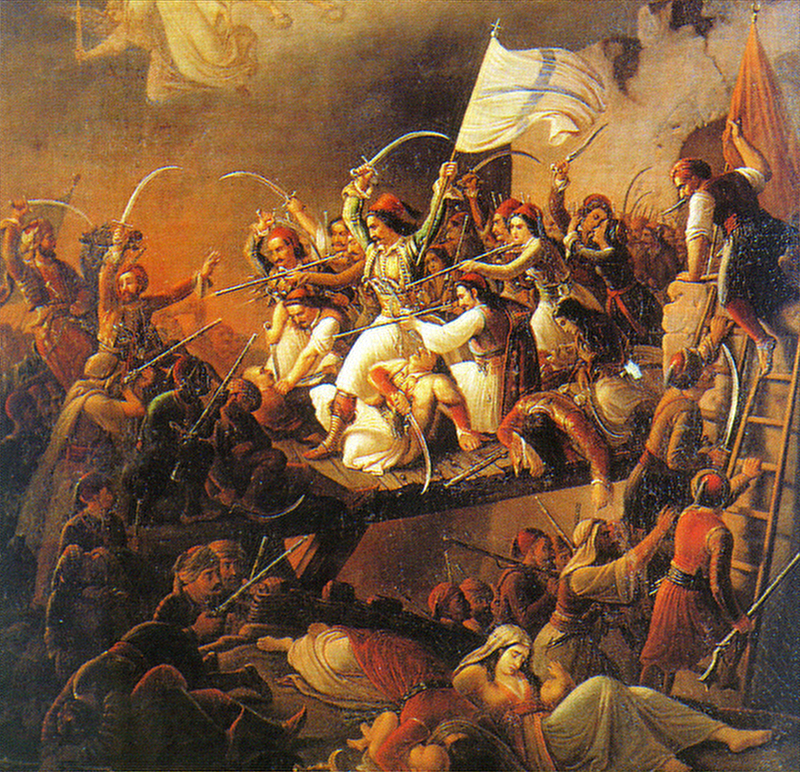
La sortie de Missolonghi, Theodoros Vryzakis, 1853.

Le 15 avril 1825 débute le troisième siège quand arrive le général Mehmet Rechid Pacha, fort de 30 000 hommes rejoints plus tard de 10 000 autres conduits par Ibrahim Pacha, fils de Méhémet Ali, pacha de l'Égypte ottomane. Après un an marqué par les privations et la maladie et un bref retrait ottoman, les insurgés décident de tenter une grande percée au sein des lignes ottomanes dans la nuit du 10 avril 1826. Cette sortie héroïque inspire au peintre Theodoros P. Vryzakis son célèbre tableau La Sortie de Missolonghi en 1853. Cette offensive impressionnante et particulièrement sanglante se solde par la défaite des insurgés grecs. Le lendemain matin, le jour du Dimanche des Rameaux, les Ottomans entrent dans la ville. Les Grecs, menés par Kapsalis, se firent exploser avec leurs poudrières plutôt que de se rendre. Les survivants furent massacrés ou vendus comme esclaves. Les Ottomans placèrent près de trois mille têtes tranchées sur les remparts.
Cet épisode meurtrier donne un écho considérable à la cause des révolutionnaires au sein des chancelleries occidentales : de plus, la mort du philhellène britannique Lord Byron survenue en 1824 contribue à sensibiliser les Grandes Puissances à la cause hellène. Victor Hugo écrivit en 1826 dans Les Orientales (« Les Têtes du Sérail ») :
« Frères, Missolonghi fumante nous réclame,
Les Turcs ont investi ses remparts généreux.
Renvoyons leurs vaisseaux à leurs villes lointaines.
Missolonghi ! - Les Turcs ! Chassons, ô camarades,
Leurs canons de ses forts, leur flotte de ses rades »
Chateaubriand s'insurgea de l'attentisme opéré par les Grandes Puissances, et en particulier la France, dans sa « Note sur la Grèce » :

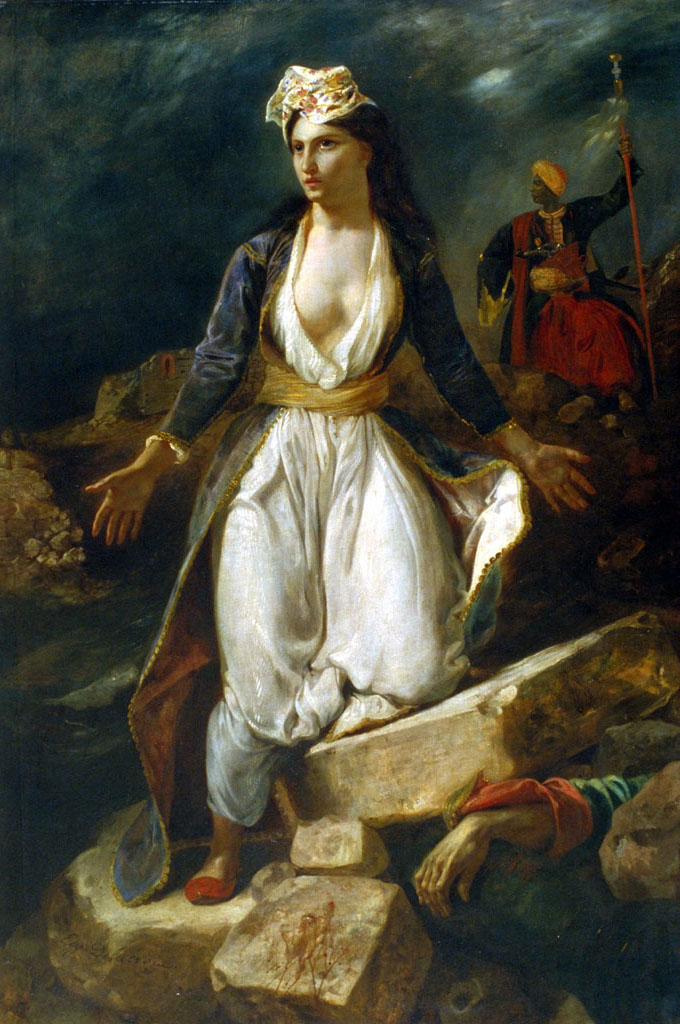
La Grèce sur les Ruines de Missolonghi, Eugène Delacroix, 1826, musée des Beaux-Arts de Bordeaux.

« Missolonghi, presque sans fortifications, repoussant les barbares entrés deux fois jusque dans ses murs ».
« On aime encore à espérer que Missolonghi n’aura pas succombé, que ses habitants, par un nouveau prodige de courage, auront donné le temps à la chrétienté enfin éclairée de venir à leur secours. Mais s’il en était autrement, chrétiens héroïques, s’il était vrai que, près d’expirer, vous nous eussiez chargés du soin de votre mémoire, si notre nom avait obtenu l’honneur d’être au nombre des derniers mots que vous avez prononcés, que pourrions-nous faire pour nous montrer digne d’exécuter le testament de votre gloire ? Que sont à tant de hauts faits, à tant d’adversités, d’inutiles discours ? Une seule épée tirée dans une cause si sainte aurait mieux valu que toutes les harangues de la terre. »
Le 3 avril 1826, un concert eut lieu au Théâtre italien de Paris en faveur des assiégés organisé par le directeur Rossini. Des étudiants parisiens auraient organisé une manifestation en apprenant la nouvelle de la chute de Missolonghi. Ils se seraient rendus aux Tuileries et auraient obtenu de Charles X, sorti sur son balcon, la promesse d’aider les Grecs. À Londres, Lord Palmerston discourut longuement en faveur de la Grèce au Parlement. L’archéologue et antiquisant allemand Niebuhr fit des discours qui permirent de récolter des fonds pour les comités philhellènes allemands. Le Suisse Jean-Gabriel Eynard et le roi Louis Ier de Bavière dépensèrent une partie de leur fortune pour racheter les femmes et enfants de Missolonghi vendus comme esclaves en Égypte. Alexandre Pouchkine quant à lui défendit la cause de l’insurrection en Russie. Émile Souvestre se fit connaître grâce à sa pièce de théâtre Le Siège de Missolonghi en 1828. Eugène Delacroix peint en 1826 son célèbre tableau La Grèce sur les ruines de Missolonghi.
Le capitaine Frank Abney Hastings mourut d'une blessure reçue en mai 1828 lors d'opérations visant à reprendre la ville, qui fut finalement reconquise par les Grecs le 18 mai 1829.

### Période moderne
Missolonghi est la ville natale de la famille Trikoupis (l'homme d'État Spiridon Trikoupis, le Premier Ministre Charílaos Trikoúpis, le général Nikólaos Trikoúpis qui s'illustra notamment durant la guerre gréco-turque de 1919-1922) et du poète Costis Palamas.

## Patrimoine et monuments

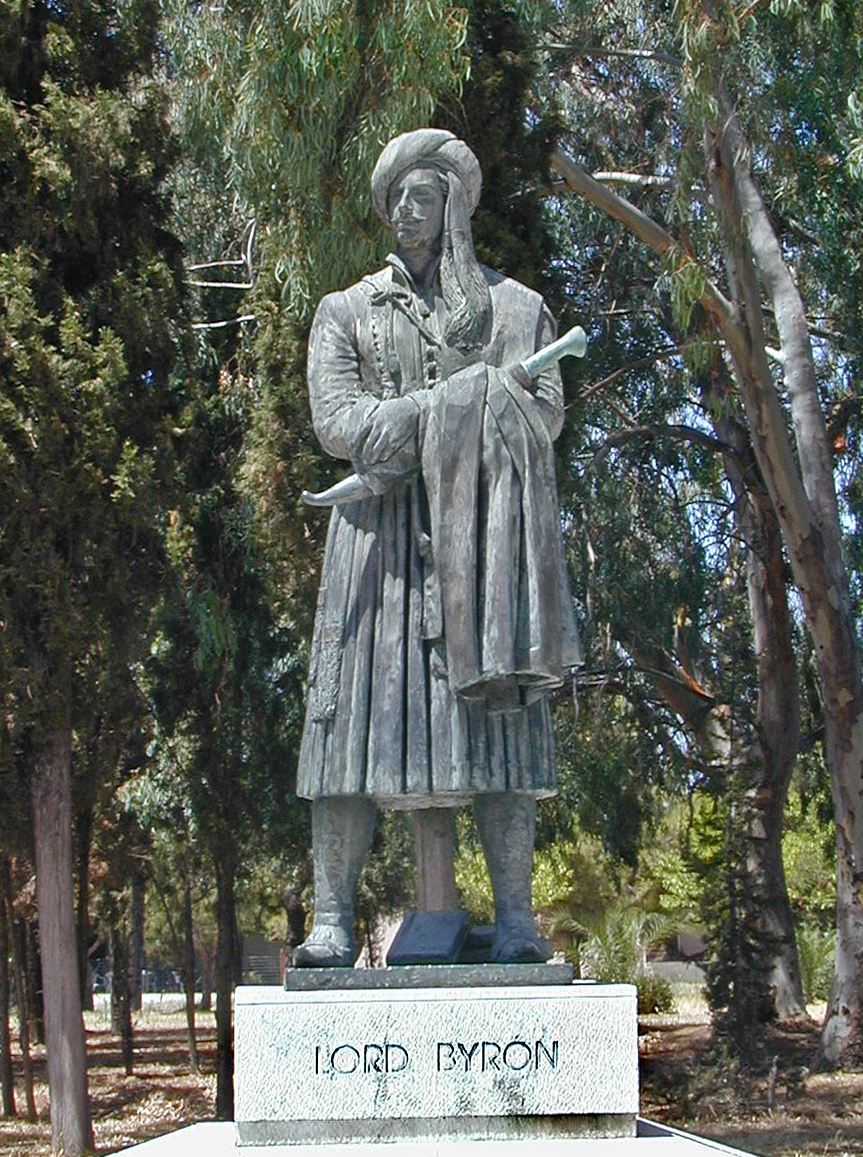
Monument à Lord Byron, Jardin des Héros.

La ville de Missolonghi compte une bibliothèque (bibliothèque Valvios) publique et plusieurs musées : la Galerie d'art contemporain, le musée d'Histoire consacré à la guerre d'indépendance grecque (en grec moderne : Μουσείο Ιστορίας Και Τέχνης Δήμου Ι Π Μεσολογγίου), un théâtre de plein air (Ανοιχτο Θέατρο Μεσολογγίου), un musée consacré à la famille Trikoupis qui servit l'État grec depuis son indépendance, le musée d'Art Diexogos (Κέντρο Λόγου και Τέχνης-Μουσείο "Διέξοδος"), un Centre Culturel (ΤΡΙΚΟΥΠΕΙΟ ΠΟΛΙΤΙΣΤΙΚΟ ΚΕΝΤΡΟ), ainsi que de nombreuses églises orthodoxes.

### Le Jardin des Héros

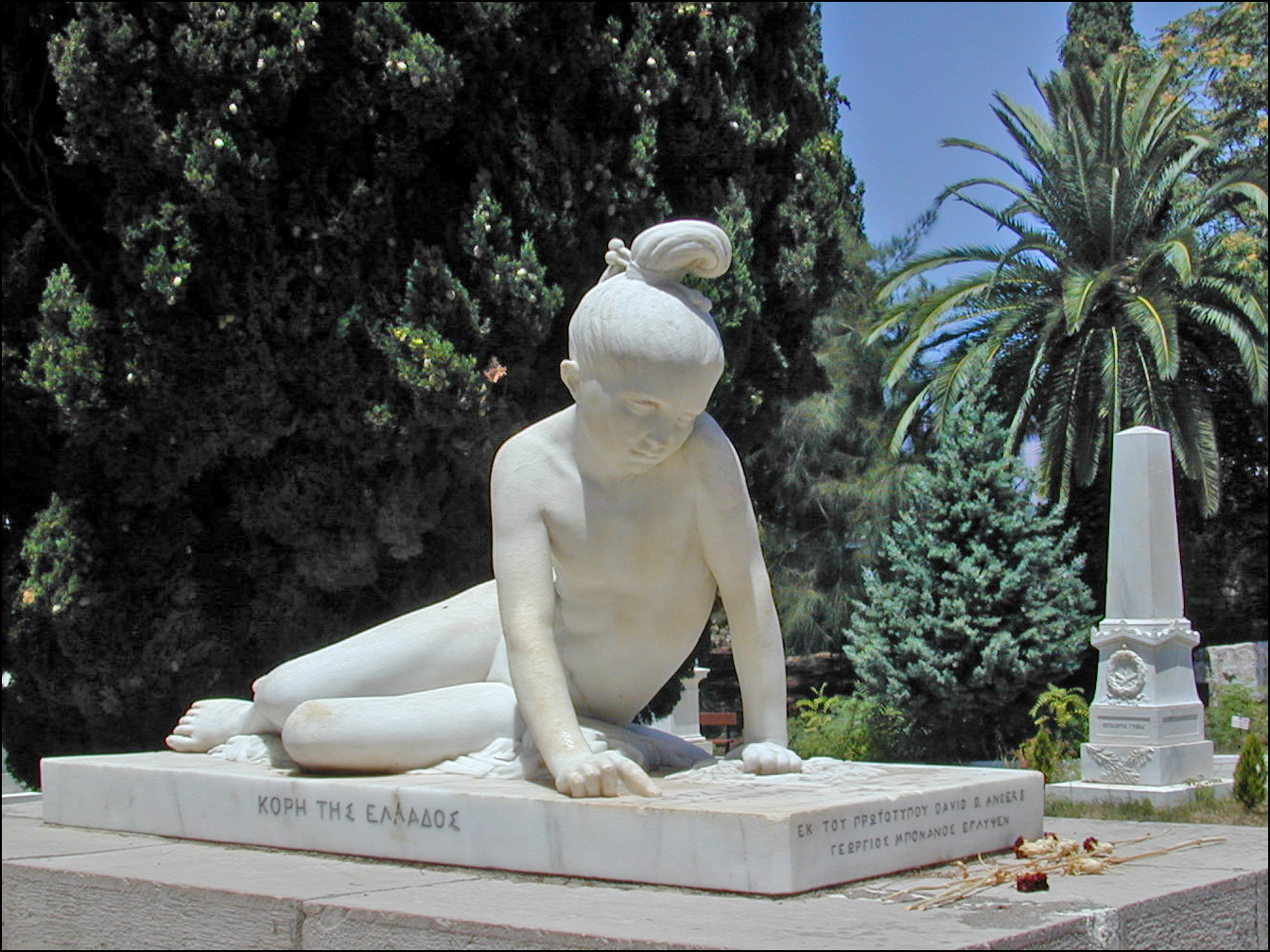
La tombe de Markos Botzaris, Jardin des Héros. Copie du sculpteur Georgios Bonanos de l'original se trouvant à Athènes par Pierre-Jean David d'Angers.

Le Jardin des héros, en grec moderne : Κήπος των Ηρώων / Kípos ton Iróon, est situé au nord de Missolonghi. La volonté de créer un espace dédié aux héros de la Guerre d'indépendance est étroitement liée avec les croyances antiques : les guerriers et martyrs ont leur place aux Champs Élysées. C'est dans cet esprit-là que Ioánnis Kapodístrias décida de créer un « jardin aux héros » au nord-ouest de la ville en 1830. Il s'agit un jardin de quatorze hectares dans lequel des combattants de la garde de la ville ont combattu et sont morts pendant les sièges successifs. En octobre 1838, en présence du roi Othon Ier et la reine Amélie, le parc est réaménagé. Le mur de pierre initial a été reconstruit autour des monuments aux héros et du tombeau des morts. Les ossements de Márkos Bótzaris ont été retirés de l'endroit où il avait été enterré et placés dans un monument surélevé. En 1858, Othon et Amélie font don d'un lion de marbre qui est placé au-dessus du tombeau des morts. Dans le même temps, ils supervisent la plantation de nouveaux arbres et l'aménagement paysager. Le parc est composé de grands palmiers, de pins et d'eucalyptus, ainsi que de grandes allées recouvertes de pavés blancs. S'y trouvent les tombes de soixante-neuf grecs et philhellènes au total, dont les plus illustres sont entre autres, Markos Botzaris et Lord Byron. Chaque année lors de la Toussaint, des cérémonies y sont organisées et la municipalité honore ses héros.

## Vie politique et administration
Lors des élections locales grecques de 2019, Kostas Lyros (Κωνσταντίνος Λύρος) a été élu maire de Missolonghi. La ville fait partie de la Municipalité de la Ville Sainte de Missolonghi, dans la région de Grèce-Occidentale établie par la réforme territoriale de 2011, le Programme Kallikratis.
Le gouverneur de la Grèce-Occidentale est Apóstolos Katsifáras (Απόστολος Κατσιφάρας), officiellement sans étiquette.
| Municipalité de Missolonghi |                         |
| 1975-1978                   | Sozon Milionis          |
| 1979-1986                   | Constantin Antoniou     |
| 1987-1990                   | Dimitrios Zographos     |
| 1991-1994                   | Constantin Repassos     |
| 1995-1998                   | Dimitrios Palkogiannis  |
| 1999-2002                   | Constantin Repassos     |
| 2003-2006                   | Georgios Prevezanos     |
| 2007-2010                   | Ioannis Anagnostopoulos |
| 2011-2014                   | Panagiotis Katsoulis    |
| 2014-2019                   | Nikolaos Karapanos      |
| 2019-                       | Constantin Lyros        |

Droit et Justice
Missolonghi abrite un palais de Justice qui a autorité sur l'ensemble de la municipalité.

## Éducation
La ville compte plusieurs écoles élémentaires et collèges ainsi que le siège du bureau de l'administration rectorale de l'Université de Patras (Διεύθυνση Δευτεροβάθμιας Εκπαίδευσης Αιτωλοακαρνανίας) sur l'Avenue-de-Chypre.

## Personnalités notables

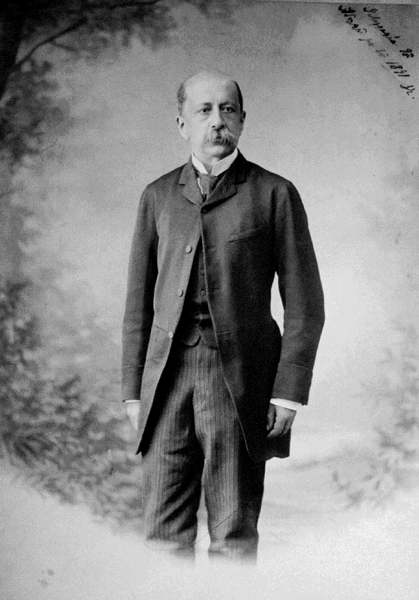
Charílaos Trikoúpis, ancien chef du gouvernement.

- Thanassoúlas Valtinós (1802-1870), révolutionnaire et héros de la guerre d'indépendance grecque ;
- Lord Byron y mourut en 1824. Une statue lui rend hommage. Par ailleurs, une copie d'un tableau de Theódoros Vryzákis[7] représentant son arrivée en 1824 se trouve dans un musée de la ville[8] ;
- Epaminóndas Deligeórgis (1829-1879), Premier ministre de Grèce ;
- Ioannis Lykoudis (1910-1980), docteur en médecine qui fut impliqué dans le traitement de l'ulcère gastro-duodénal ;
- Miltiadis Malakasis (1869-1943), poète ;
- Spýros Moustaklís, officier de l'Armée et activiste pro-démocratie durant la dictature des colonels ;
- Kostís Palamás (1859-1943), poète, co-auteur de l'Hymne olympique ;

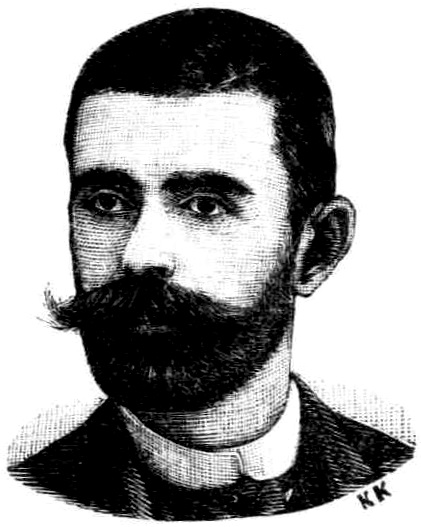
Kostís Palamás.

- Kostís Palamás.Anastasios Papoulas (1859-1935), général et commandant-en-chef durant la guerre gréco-turque (1919-1922) ;
- Charilaos Trikoupis (1832–1896), Premier ministre de Grèce ;
- Nikolaos Trikoupis (1869–1956), général ;
- Spyridon Trikoupis (1788–1873), père de Charilaos Trikoupis et Premier ministre de Grèce ;
- Sperantza Vrana (1926–2009), actrice.